# Bazylika katedralna Wniebowzięcia Najświętszej Maryi Panny w Aguascalientes
Bazylika katedralna Wniebowzięcia Najświętszej Maryi Panny (hiszp. Catedral Basílica de Nuestra Señora de la Asunción) – rzymskokatolicka świątynia znajdująca się w meksykańskim mieście Aguascalientes.

## Historia
Budowę świątyni rozpoczął w 1704 roku ks. Antonio Flores de Acevedo, zakończono ją w 1738. Wcześniej w miejscu katedry znajdowały się dwie kaplice, wzniesione prawdopodobnie w 1575 i ok. 1605 roku. 20 lutego 1763 rozpoczęto budowę pierwszej wieży, poświęconej 12 marca 1764. W 1899 kościół podniesiono do godności katedry. Wieżę południową wzniesiono w latach 1943–1946 według projektu Francisca Aguaya Mory. Od 9 kwietnia 1949 nosi tytuł bazyliki mniejszej.

## Architektura i wyposażenie
Świątynia barokowo-klasycystyczna. Pierwotnie wzniesiona była na planie krzyża, kształt zatraciła po przebudowach wg projektu Refugia Reyesa Rivasa. Przykryta jest trzema kopułami. Wejście główne jest wyrzeźbione z różowego kamienia, dzieli się na trzy poziomy oddzielone gzymsami. Zdobią je jońskie kolumny, motywy roślinne oraz rzeźby doktorów Kościoła: Grzegorza Wielkiego, Augustyna z Hippony, Ambrożego z Mediolanu i Hieronima ze Strydonu.
Wnętrze zdobią dwa neoklasycystyczne ołtarze boczne. Figura Matki Bożej Wniebowziętej został przywieziona z Hiszpanii w 1919 roku, znajduje się ona pod marmurowym baldachimem podarowanym dla katedry pięć lat wcześniej. Organy wykonano w 2005 roku we włoskim warsztacie Ruffatti.

## Dzwony
Na wieżach katedry zawieszonych jest łącznie 18 dzwonów oraz 3 gongi zegarowe.
Dane dzwonów:

### Wieża północna
| Imię hiszpańskie                                | Imię polskie                                   | Typ        | Data odlania | Średnica (cm) |
| ----------------------------------------------- | ---------------------------------------------- | ---------- | ------------ | ------------- |
| Sagrado Corazón                                 | Serce Jezusa                                   | Obrotowy   | 1980         | 40            |
| Purísima Concepción                             | Niepokalane Poczęcie                           | Nieruchomy | 1806         | 50            |
| Sagrado Corazón                                 | Serce Jezusa                                   | Nieruchomy | 1809         | 60            |
| San José                                        | Święty Józef                                   | Nieruchomy | 1812         | 70            |
| Santísima Trinidad                              | Święta Trójca                                  | Nieruchomy | 1818         | 80            |
| Juan Pablo II                                   | Jan Paweł II                                   | Obrotowy   | 2017         | 85            |
| Nuestra Señora del Perpetuo Socorro             | Matka Boża Nieustającej Pomocy                 | Nieruchomy | 1911         | 90            |
| San Juan Bautista                               | Święty Jan Chrzciciel                          | Obrotowy   | 1840         | 100           |
| Asunción                                        | Wniebowzięcie                                  | Obrotowy   | 2019         | 105           |
| Santísimo Sacramento y Santa María de Guadalupe | Najświętszy Sakrament i Matka Boża z Guadalupe | Nieruchomy | ok. 1815     | 150           |

### Wieża południowa
| Imię hiszpańskie         | Imię polskie                  | Typ        | Data odlania | Średnica (cm) |
| ------------------------ | ----------------------------- | ---------- | ------------ | ------------- |
| Santa María de Guadalupe | Matka Boża z Guadalupe        | Obrotowy   | 1910         | 30            |
| Asunción                 | Wniebowzięcie                 | Nieruchomy | 2010         | 50            |
| Asunción                 | Wniebowzięcie                 | Obrotowy   | 2010         | 55            |
| Doña Juana               | –                             | Nieruchomy | 1808         | 70            |
| Asunción                 | Wniebowzięcie                 | Obrotowy   | 2010         | 75            |
| San Juan Bosco           | Święty Jan Bosko              | Nieruchomy | 1946         | 80            |
| San Pedro                | Święty Piotr                  | Obrotowy   | 1840         | 100           |
| Asunción, Ferrocarrilera | Wniebowzięcie, Ferrocarrilera | Nieruchomy | 1946         | 120           |

## Galeria

Katedra pod koniec XIX wieku, przed budową wieży południowej
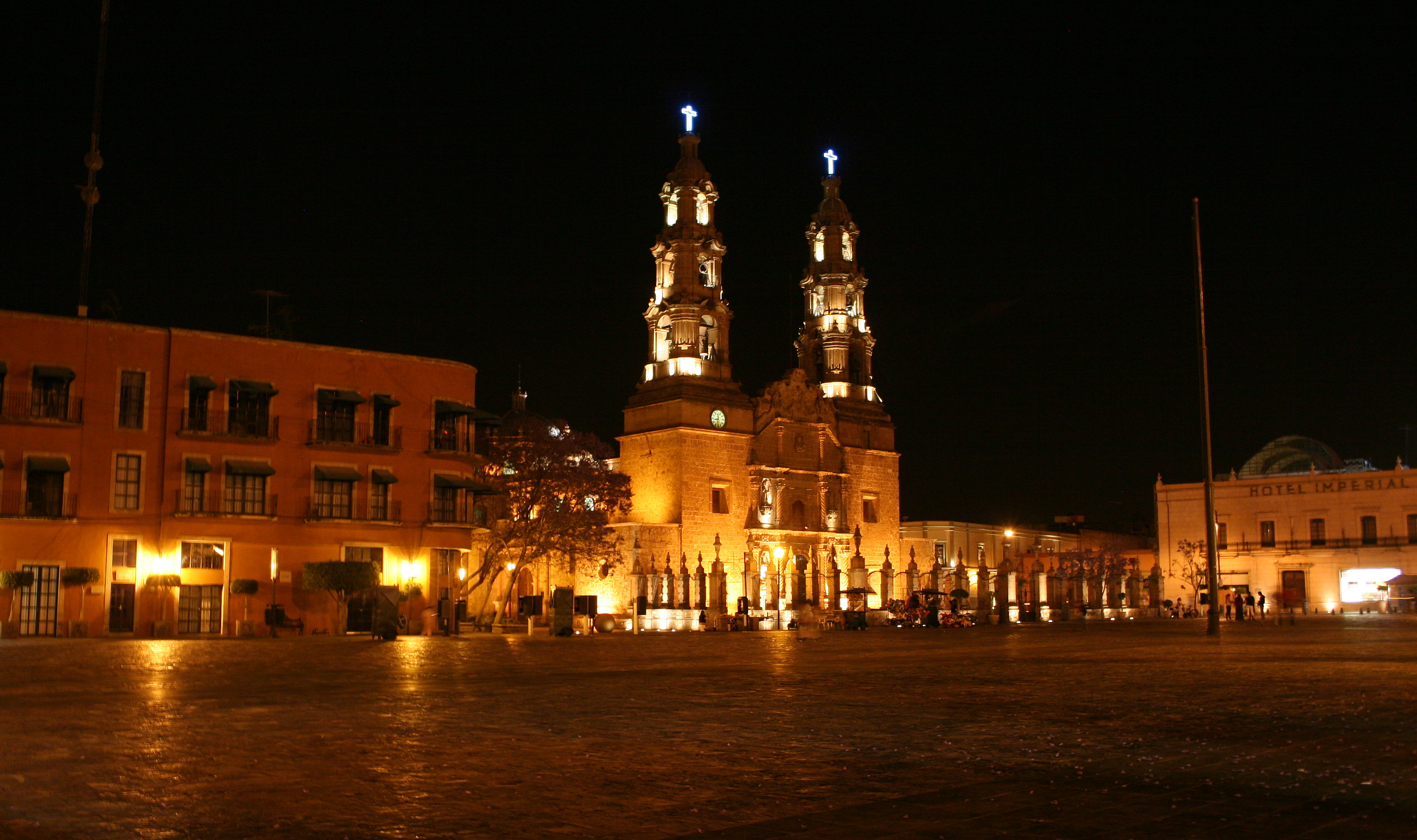
Widok nocą
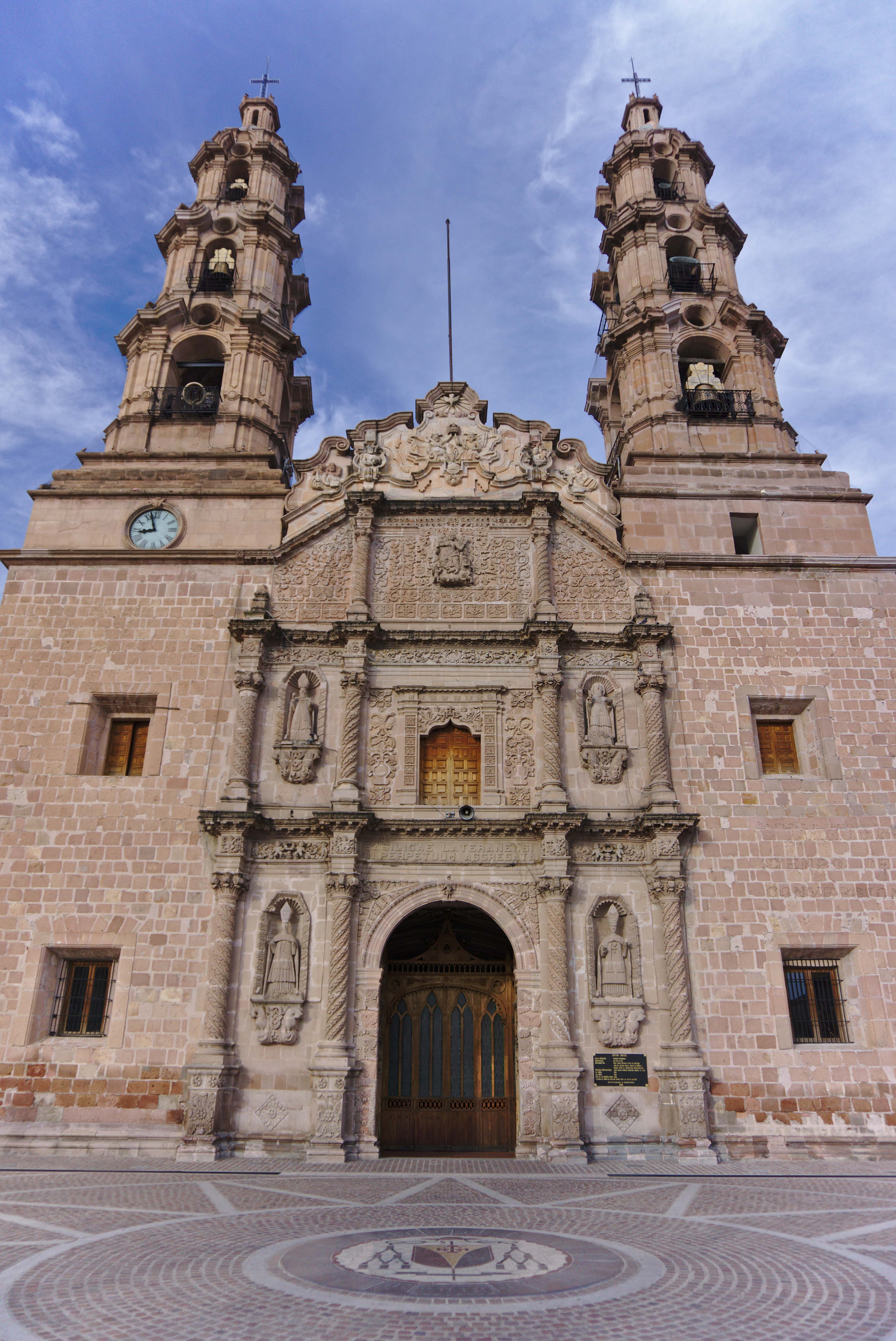
Portal główny
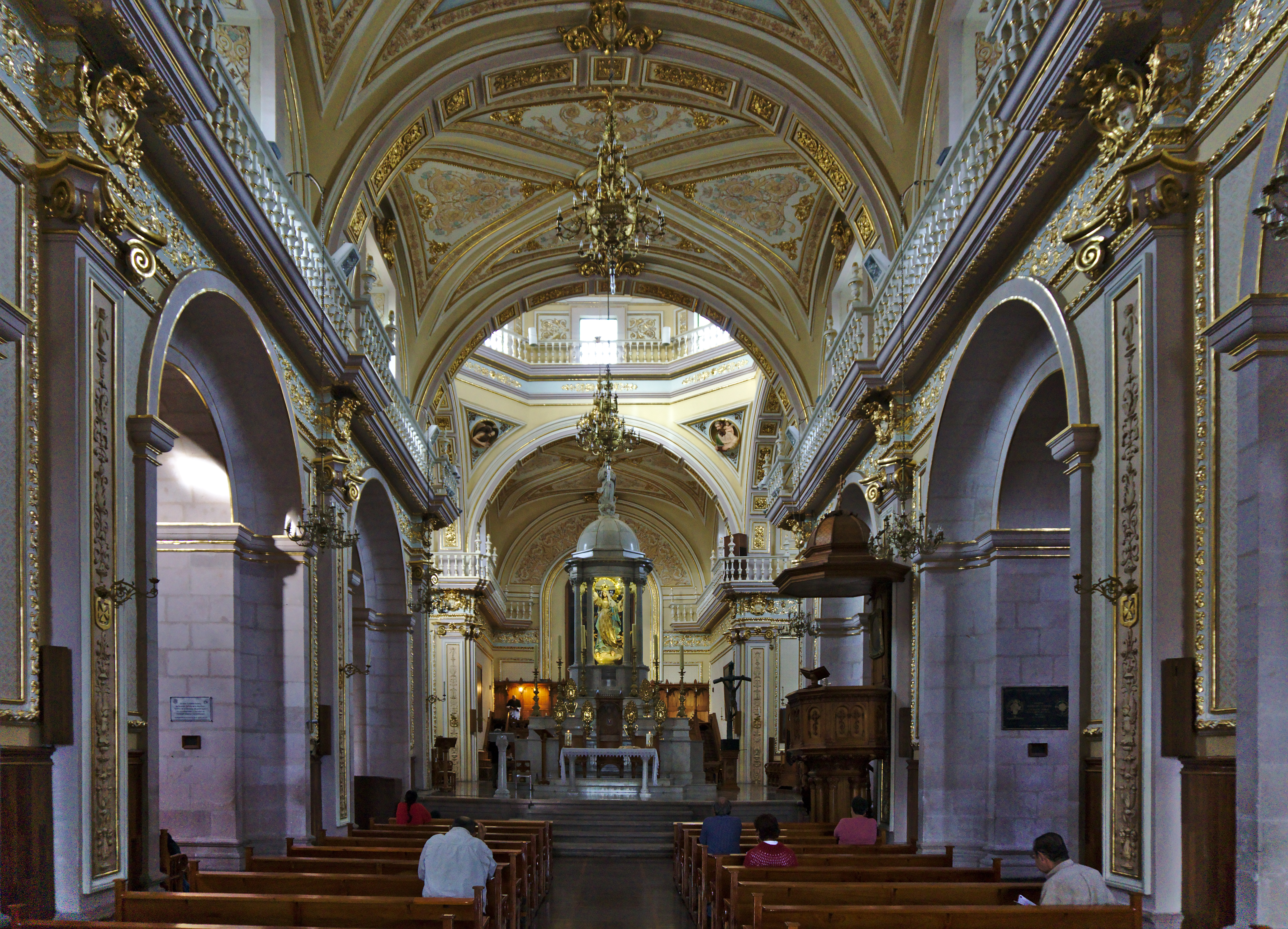
Wnętrze
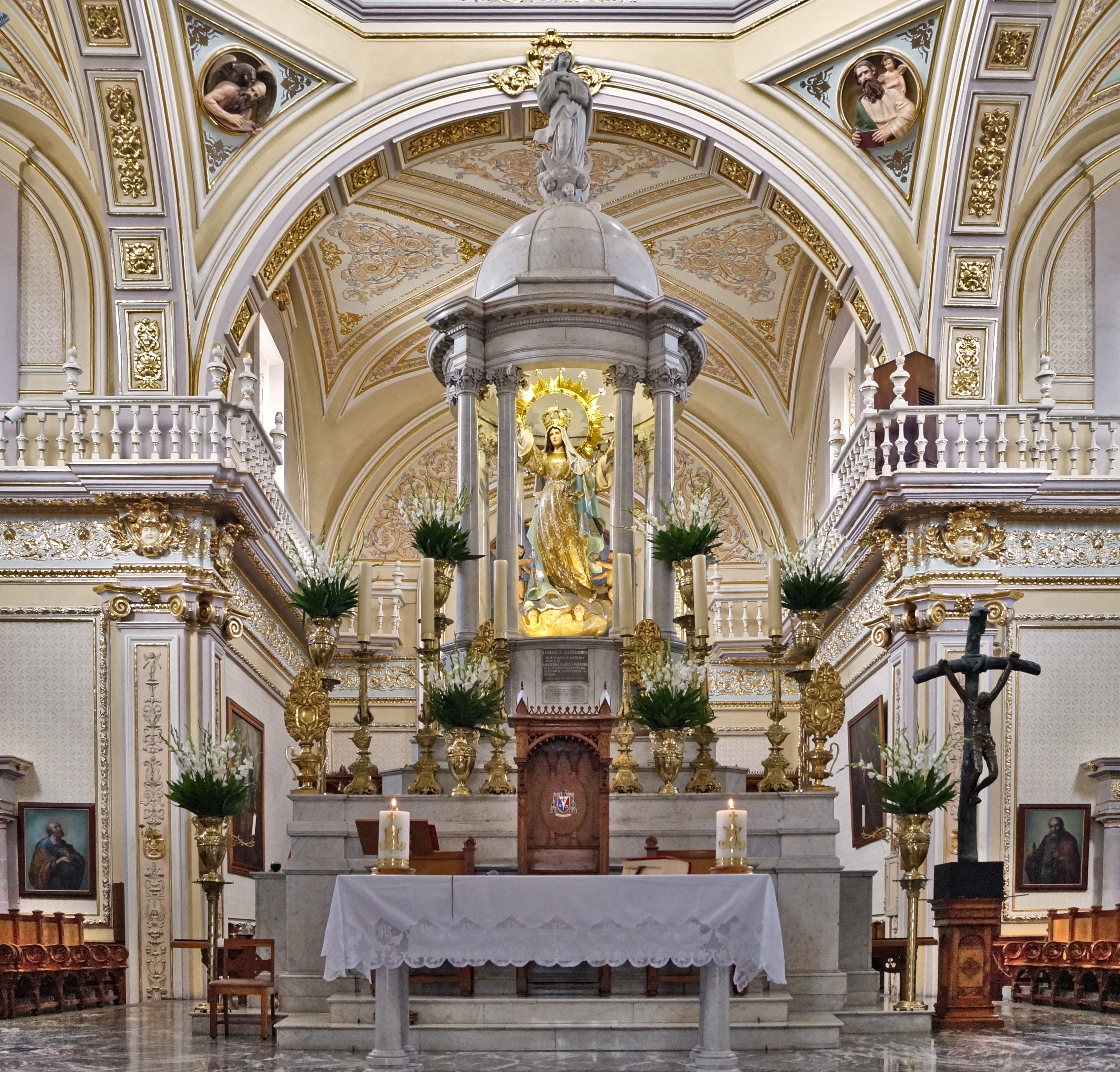
Ołtarz główny
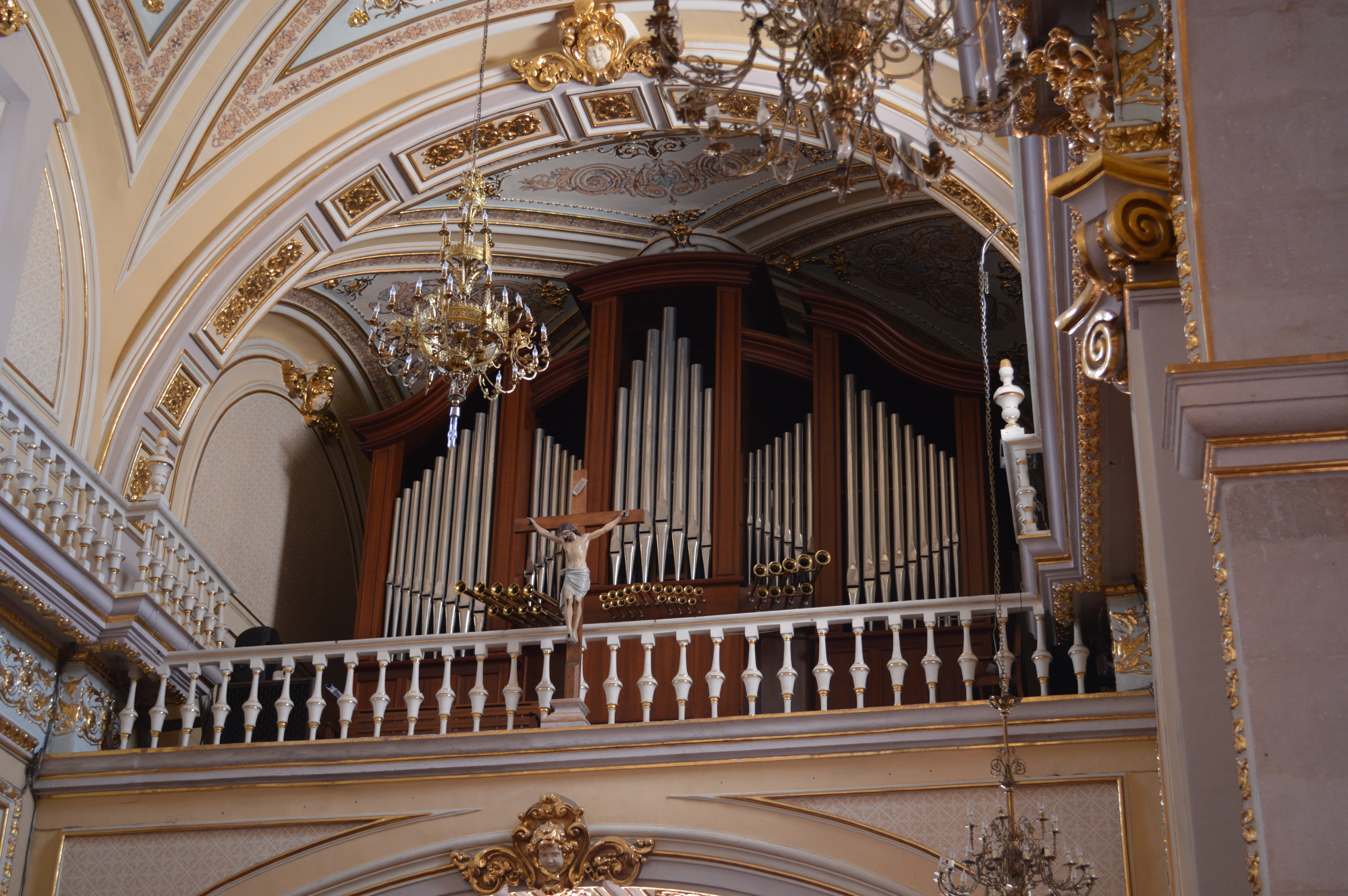
Organy